# Spetsbergssaltgräs
Spetsbergssaltgräs (Puccinellia tenella) är en gräsart som först beskrevs av Johan Martin Christian Lange, och fick sitt nu gällande namn av Holmb. och Porsild. I den svenska databasen Dyntaxa används istället namnet Puccinellia svalbardensis. Enligt Catalogue of Life ingår Spetsbergssaltgräs i släktet saltgrässläktet och familjen gräs, men enligt Dyntaxa är tillhörigheten istället släktet saltgrässläktet och familjen gräs. Arten har ej påträffats i Sverige. Inga underarter finns listade i Catalogue of Life.